# Mugahid Mohamed
Mugahid Mohamed est un footballeur soudanais né le 19 janvier 1976.
Il a participé à la Coupe d'Afrique des nations 2008 avec l'équipe du Soudan.

## Carrière
Mugahid Mohamed joue successivement dans les équipes suivantes : Al Hilal Omdurman, Jazeerat Al-Feel SC (en), Équipe du Soudan de football et Al Merreikh Omdurman.

## Palmarès
- Champion du Soudan en 2006 et 2007 avec Al Hilal Omdurman